# Paltothemis nicolae
Paltothemis nicolae – gatunek ważki z rodziny ważkowatych (Libellulidae). Występuje na terenie Ameryki Środkowej.